# Magny-le-Désert
Magny-le-Désert ist eine französische Gemeinde mit 1.386 Einwohnern (Stand: 1. Januar 2022) im Département Orne in der Region Normandie. Sie gehört zum Arrondissement Alençon und zum Kanton Magny-le-Désert (bis 2015: Kanton La Ferté-Macé), dessen Hauptort sie ist. Die Einwohner werden Magnaciens genannt.

## Geographie
Magny-le-Désert liegt etwa 33 Kilometer nordwestlich von Alençon. Die Gemeinde gehört zum Regionalen Naturpark Normandie-Maine. Umgeben wird Magny-le-Désert von den Nachbargemeinden Beauvain im Norden, La Chaux im Nordosten, La Motte-Fouquet im Osten, Saint-Patrice-du-Désert im Süden und Osten sowie La Ferté-Macé im Westen.

## Bevölkerungsentwicklung
| Jahr                      | 1962 | 1968 | 1975 | 1982 | 1990 | 1999 | 2006 | 2013 | 2020 |
| ------------------------- | ---- | ---- | ---- | ---- | ---- | ---- | ---- | ---- | ---- |
| Einwohnerzahl             | 1209 | 1127 | 1114 | 1092 | 1210 | 1267 | 1418 | 1452 | 1377 |
| Quelle: Cassini und INSEE |      |      |      |      |      |      |      |      |      |

## Sehenswürdigkeiten
- Kirche Notre-Dame-de-l'Assomption aus dem 11. Jahrhundert, seit 1927 Monument historique
- Kapelle Saint-Antoine

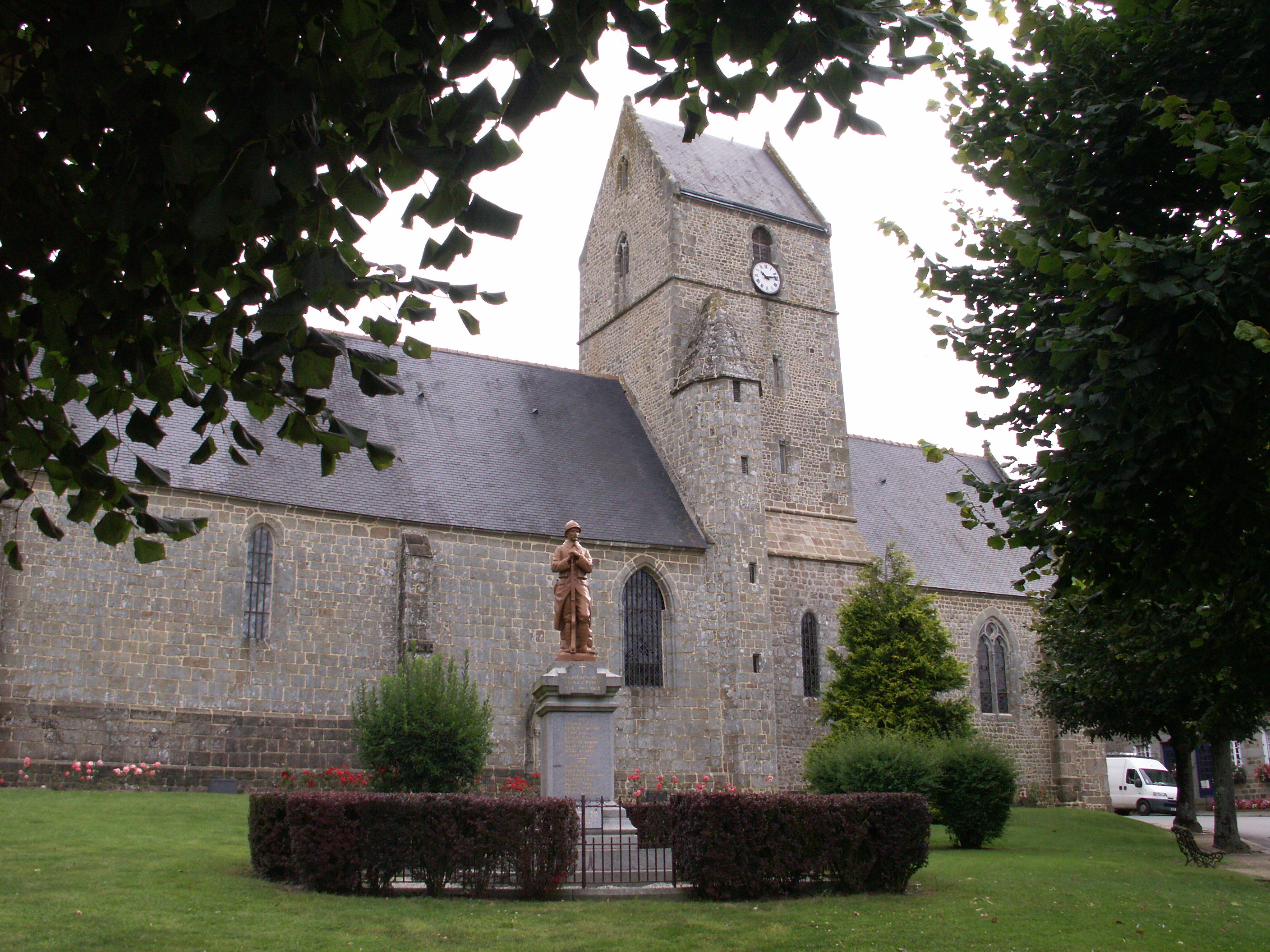
Kirche Notre-Dame-de-l'Assomption
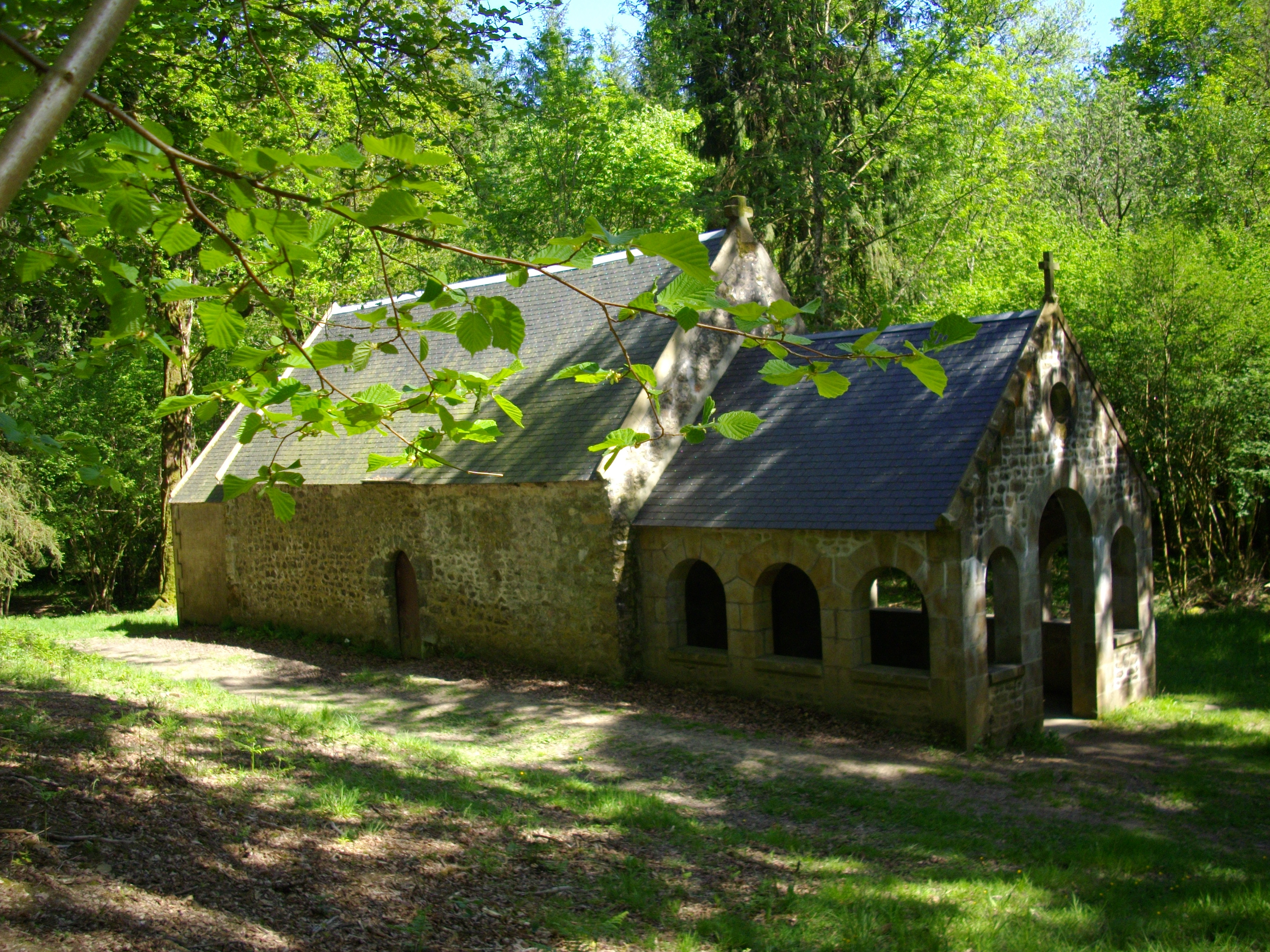
Kapelle Saint-Antoine